# Colt Dragoon Revolver

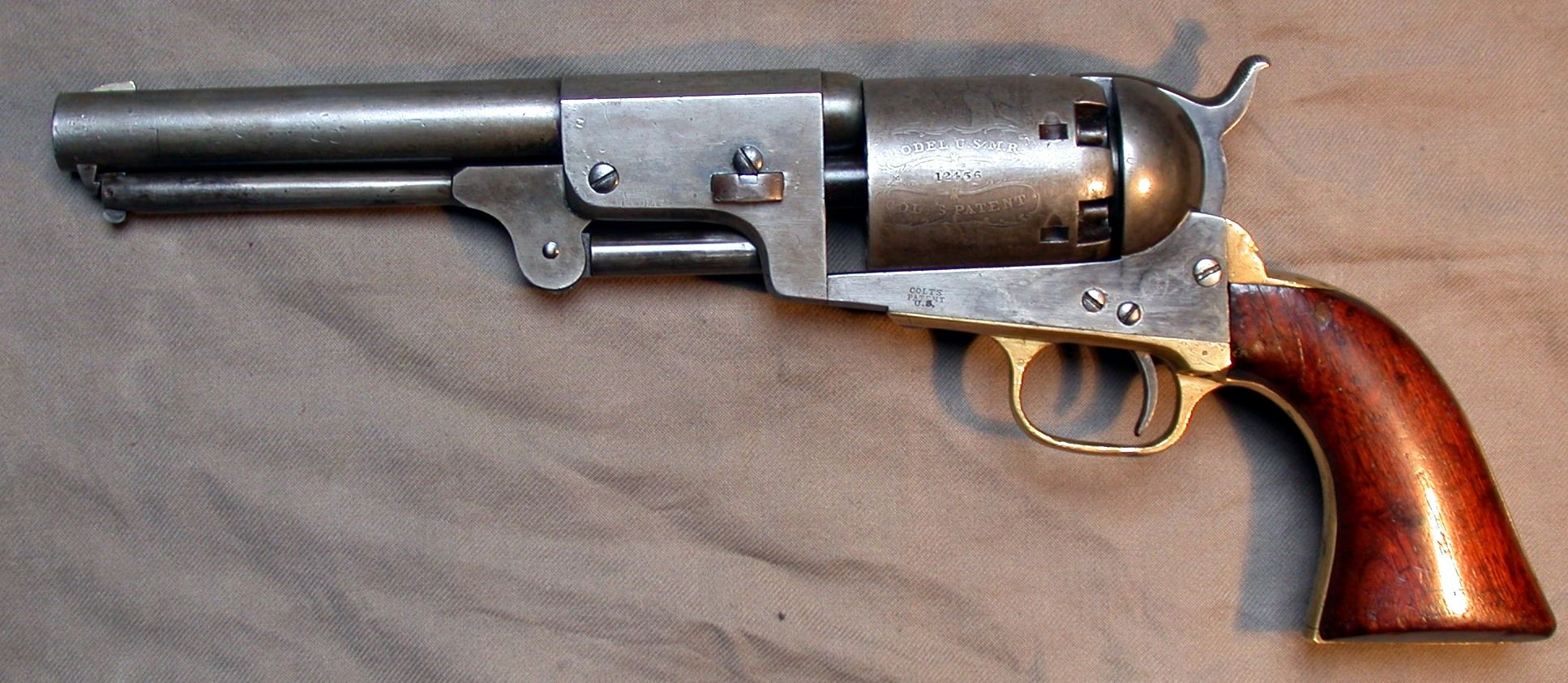
Um Colt Dragoon Model 1848

O Colt Model 1848 Percussion Army Revolver é um revolver no calibre .44, projetado por Samuel Colt para o U.S. Army's Regiment of Mounted Rifles. Fabricado entre 1848 e 1861, ele também foi entregue aos regimentos de "Dragões". Ele surgiu como uma versão melhorada para solucionar para os vários problemas reportados no Colt Walker. Embora ele tenha sido lançado depois da Guerra Mexicano-Americana, ele se tornou popular entre os civis durante as décadas de 1850 e 1860, e também foi usado na Guerra Civil Americana.

## Produção

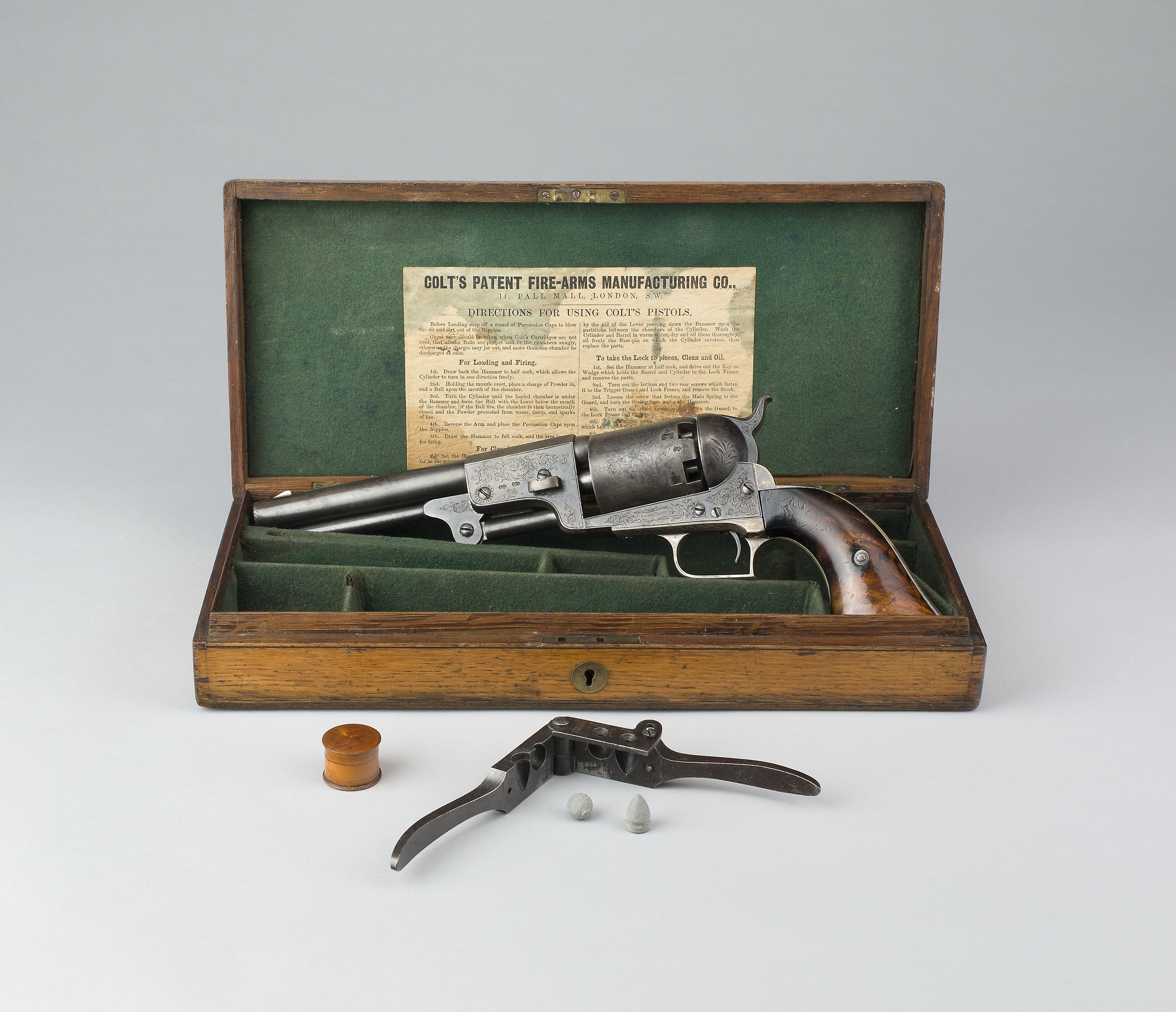
Um Colt Dragoon Model 1848
em seu estojo completo

O Colt Dragoon foi produzido em algumas variantes entre 1847 e 1860, quando o Colt Model 1860 o substituiu. A produção total dos Colt Dragoon, incluindo os 1.100 Walkers, de 1847 a 1860, foi de 19.800 unidades; mais 750 com numeração separada para o mercado britânico. Para os colecionadores, existem três diferentes tipos além de um modelo de "transição". 

### Whitneyville Hartford Dragoon Revolver
Entre o Walker e o First Model Dragoon, cerca de 240 modelos melhorados foram produzidos, as vezes chamado de "Transition Walker".
Os números de série variaram aproximadamente entre 1.100 (o último Walker civil) e 1.340 (o primeiro Dragoon First Model), eles tinham cano de 7 ½ polegadas e cilindro de 2 3⁄16 polegadas. 
Estima-se que apenas uma dúzia deles resistiram até os dias de hoje, sendo portanto um dos itens mais raros e procurados da linha dos revólveres Dragoon.

### First Model
A produção do First Model Dragoon começou em 1848, decorrente do segundo contrato da Colt com o governo. Melhorias no desenho levaram a aprovação dos revólveres da Colt pelas forças armadas. Os militares compraram cerca da metade dos revólveres Walker e Dragoons que a Colt fabricou. A Colt produziu cerca de 7.000 unidades dele entre 1848 e 1850.

### Second Model
A produção do Second Model Dragoon, foi de cerca de 2.700 unidades entre 1850 e 1851. A Colt fez uma série de melhorias nesse modelo, principalmente, itens de segurança no cilindro e no cão, que solucionaram os problemas de disparos acidentais e explosão do cilindro.

### Third Model
A produção do Third Model Dragoon, foi de cerca de 10.500 unidades entre 1851 e 1860. A característica exclusiva desse modelo, foram três alternativas de coronhas que podiam ser adaptadas à empunhadura, transformando o revólver num rifle. Registros do governo confirmam um pedido de 8.390 Dragoons.

### 1848 Pocket Pistol
Outra variante foi a "1848 Pocket Pistol" agora conhecida como "Baby Dragoon", comercializada com sucesso na Califórnia na época da Corrida do Ouro. Com a inclusão de uma alavanca para recarregamento, ele evoluiu para o "1849 pocket revolver" (ver Colt Pocket Percussion Revolvers).

## Galeria

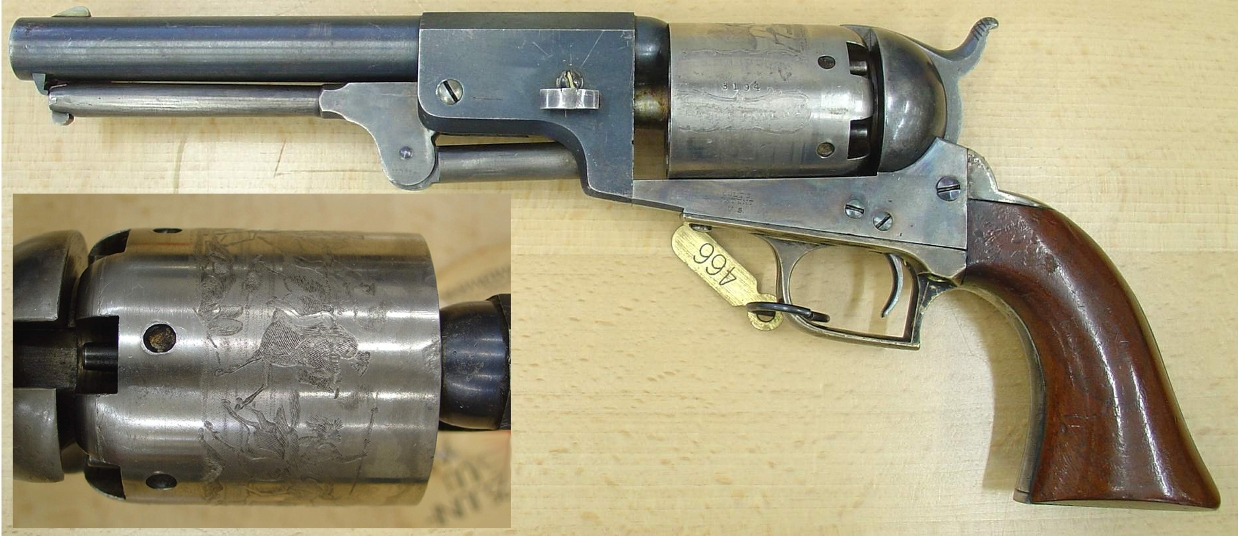
O First Model Dragoon, guarda-mato quadrado e batentes do cilindro ovais
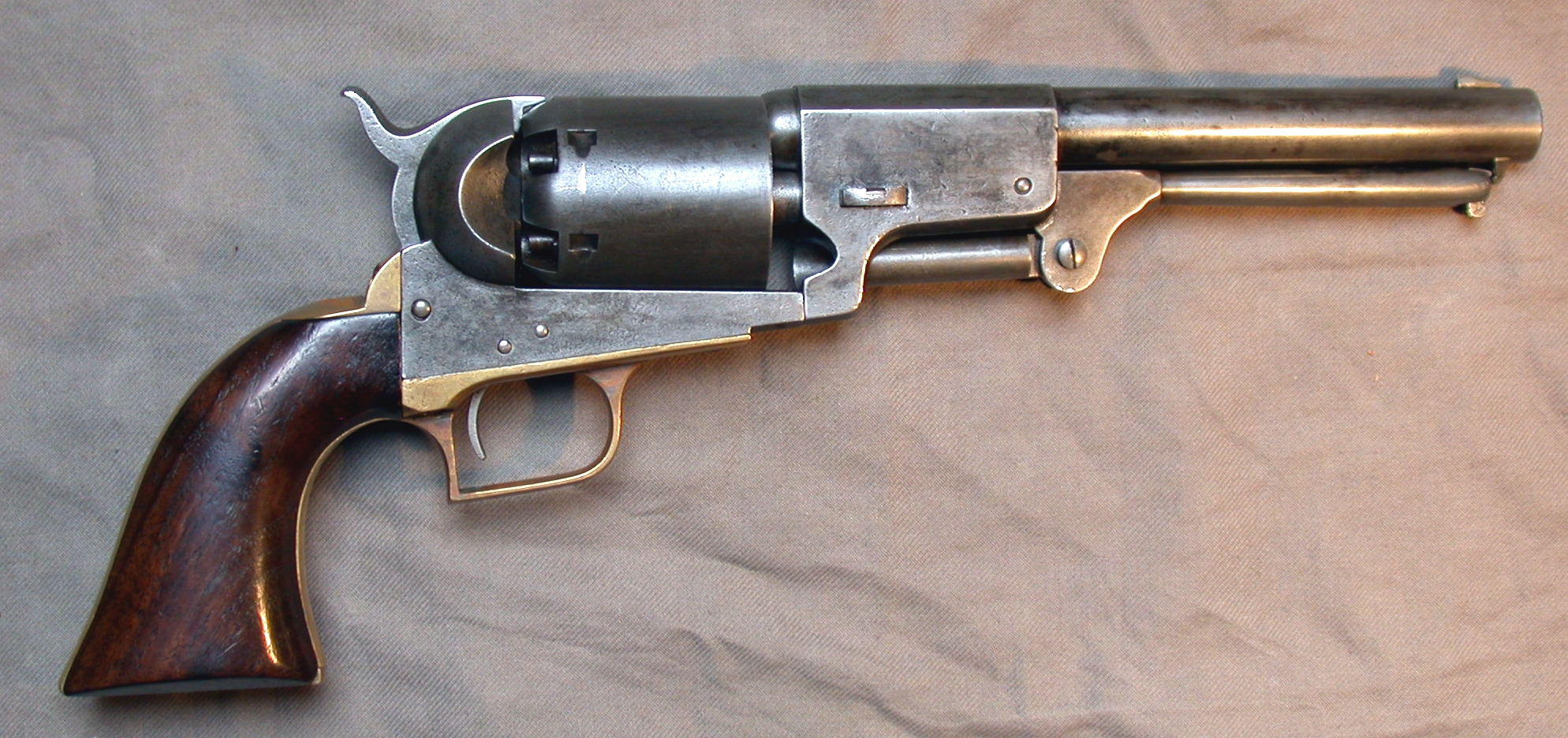
O Second Model Dragoon, guarda-mato quadrado
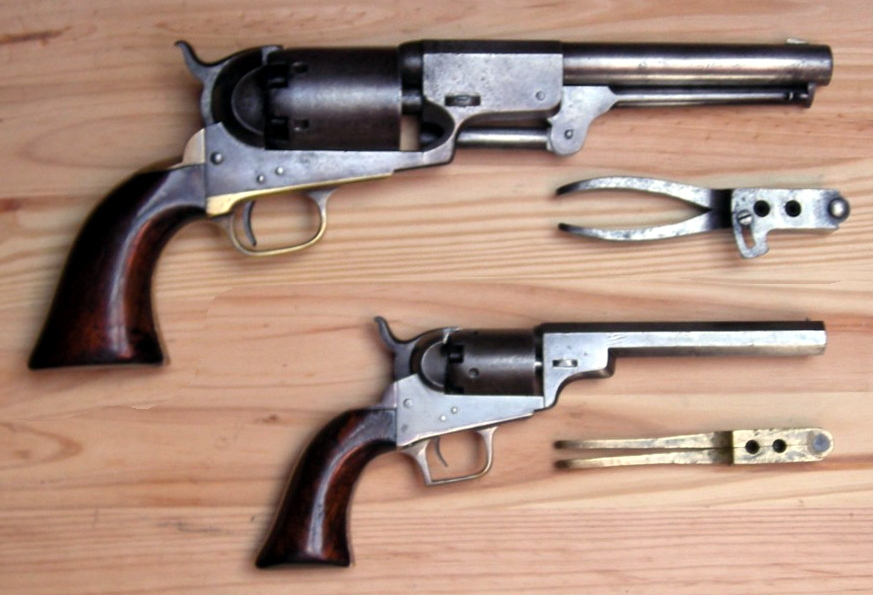
O Third Model Dragoon e o Colt Baby Dragoon com guarda-mato quadrado